# Đại học Tổng hợp Quốc gia Tula
Đại học Tổng hợp Quốc gia Tula (tiếng Nga: Ту́льский госуда́рственный университе́т, viết tắt: ТулГУ; tiếng Anh: Tula State University, viết tắt: TSU) (ĐHTHQG Tula) là một trong những đại học lớn nhất Vùng liên bang Trung tâm nước Nga.
- Hiện nay có hơn 20000 sinh viên, 400 nghiên cứu sinh tiến sĩ và nghiên cứu sinh tiến sĩ khoa học đang được học tại trường. Trong số đó có hơn 600 học viên nước ngoài đến từ 30 nước.
- Hiệu trưởng: Giáo sư, Tiến sĩ Khoa học Mikhail Vasil'yevich Gryazev;
- Năm thành lập: 1930, với tên gọi ban đầu là Trường Đại học Cơ khí Tula (TMI);
- Địa chỉ Trụ sở chính: Liên bang Nga, 300012, thành phố Tula, Đại lô Lê-nin, số 92;
- Website: https://tulsu.ru/

## Tiềm lực
- Đội ngũ giảng viên: Hơn 1200 giảng viên, trong đó có: 237 Giáo sư, Tiến sĩ Khoa học và 717 Phó Giáo sư, Tiến sĩ.

## Đào tạo
Trường đào tạo chuyên gia trình độ đại học 150 hướng và chuyên ngành về kỹ thuật quân sự, công nghệ, xây dựng-mỏ, máy tính-tin học, khoa học tự nhiên, kinh tế, luật học, xã hội-nhân văn và y học

## Tổ chức
- Trường Đại học Bách khoa;
- Trường Hệ thống chính xác cao;
- Trường Đại học Mỏ và Xây dựng;
- Trường Toán ứng dụng và Khoa học máy tính;
- Trường Khoa học tự nhiên;
- Trường Khoa học xã hội và Nhân văn;
- Trường Luật và Quản lý;
- Trường Đại học Y khoa;
- Trường Văn hóa, Thể thao và Du lịch;
- Trường Đào tạo Quốc tế;
- Trường Đào tạo liên tục TulGU;
- Viện Đại học Internet TSU;
- Khoa Tại chức và ban đêm;
- Khoa Dự bị đại học;
- Trung tâm khu vực nâng cao trình độ, nghiệp vụ và bồi dưỡng cán bộ;
- Trung tâm Xúc tiến việc làm Khu vực;
- Trường Cao đẳng Kỹ thuật Mosina S.Y;

và 79 Bộ môn

## Liên kết
- Trang mạng chính thức trường Đại học Tổng hợp Quốc gia Tula
- Cổng thông tin sinh viên Việt Nam tại thành phố Tula
- Blog trường Đại học Tổng hợp Quốc gia Tula
- Lịch sử TSU trên trang hội đồng tuyển sinh của trường Lưu trữ ngày 18 tháng 8 năm 2010 tại Wayback Machine
- Đại học internet TSU
- Tin tức TSU trên Yandex Tin tức
- Danh sách các đại học thành viên, các khoa, bộ môn và ngành đào tạo của ĐH THQG Tula Lưu trữ ngày 23 tháng 8 năm 2010 tại Wayback Machine